# Johannes Oekolampad
Johannes Oekolampad, ou Oekolampadius, (Weinsberg, 1482 - Basileia, 24 de novembro de 1531) foi um teólogo suíço, um humanista e reformador em Basileia.
Seu nome de nascença era Johannes Heussgen (ou Husschyn, Hussgen, Huszgen, e por vezes Hausschein) um nome que ele traduziu para o grego, como era costume nesta altura entre humanistas: (oikos = casa  e lampas = lâmpada) 

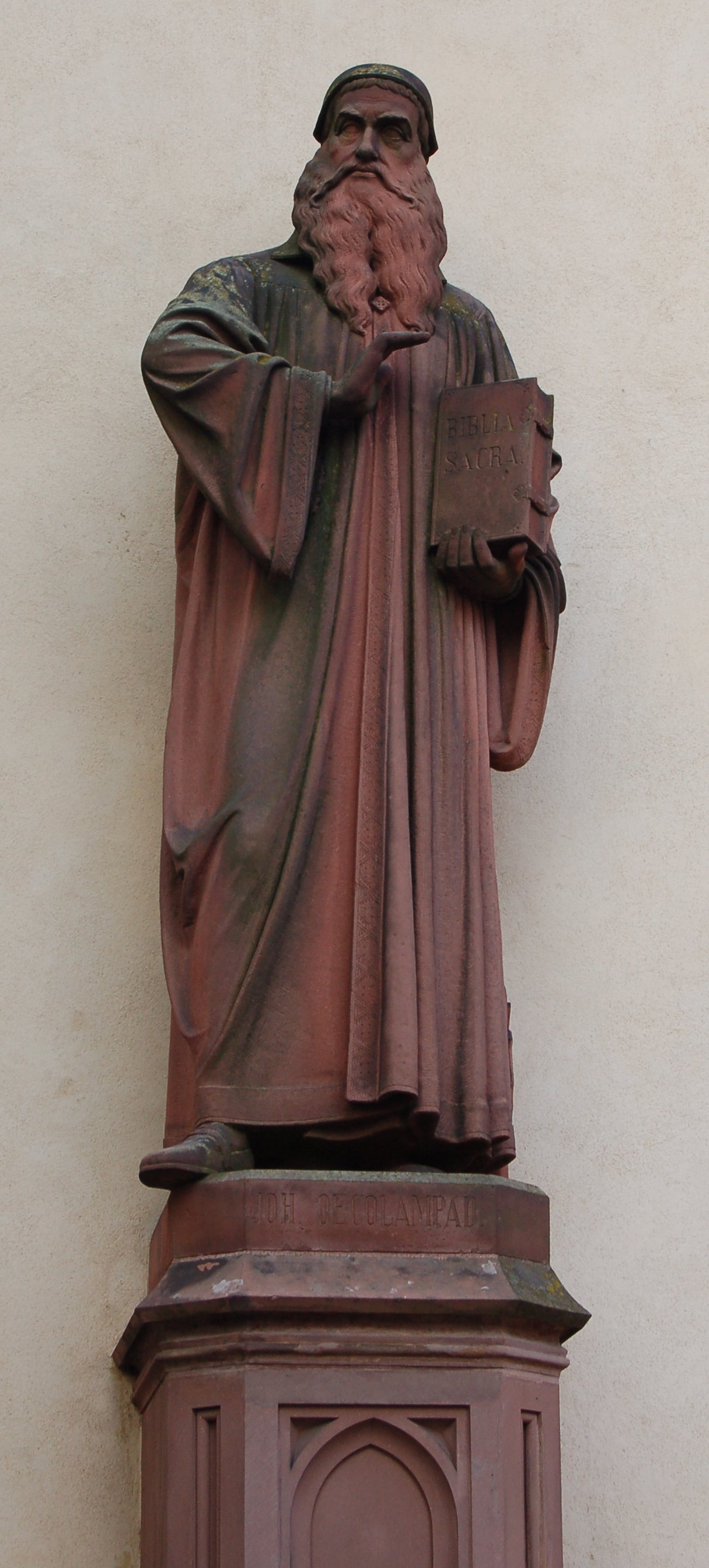